# Teorema de probabilitats totals
El  Teorema de probabilitats totals  afirma el següent:
Considerem un espai de probabilitats {\displaystyle (\Omega ,{\mathcal {A}},\mathbb {P} )} i sigui {\displaystyle A_{1},A_{2},...,A_{n},\dots } una partició (finita o infinit numerable) de {\displaystyle \Omega } en esdeveniments que tenen probabilitat diferent de zero: 
1. {\displaystyle \Omega =\bigcup _{n}A_{n}.}
2. {\displaystyle {\text{Per tot }}n,\ A_{n}\in {\mathcal {A}}.}
3. Si {\displaystyle n\neq m}, {\displaystyle A_{n}\cap A_{m}=\emptyset }
4. {\displaystyle {\text{Per tot }}n,\ \mathbb {P} (A_{n})>0.}

Sigui {\displaystyle B} un esdeveniment qualsevol. Aleshores, 
{\displaystyle \mathbb {P} (B)=\sum _{n}\mathbb {P} (B\,|\,A_{n})\,\mathbb {P} (A_{n}),}on {\displaystyle \mathbb {P} (B\,|\,A_{n})} és la probabilitat de {\displaystyle B} condicionada per {\displaystyle A_{n}}.

### Demostració
{\displaystyle \mathbb {P} (B)=\mathbb {P} (B\cap \Omega )=\mathbb {P} {\Big (}B\cap {\big (}\bigcup _{n}A_{n}{\big )}{\Big )}=\mathbb {P} {\Big (}\bigcup _{n}{\big (}B\cap A_{n}{\big )}{\Big )}=\sum _{n}\mathbb {P} {\big (}B\cap A_{n}{\big )}=\sum _{n}\mathbb {P} (B\,|\,A_{n})\,\mathbb {P} (A_{n}).}

## Una versió per probabilitats condicionades
Considerem ara una partició finita o numerable d'un esdeveniment {\displaystyle A} : {\displaystyle A=\bigcup _{n}A_{n}} amb les mateixes condicions 2, 3 i 4 d'abans. Aleshores {\displaystyle \mathbb {P} (B\,|\,A)=\sum _{n}\mathbb {P} (B\,|\,A_{n})\,\mathbb {P} (A_{n}\,|\,A).\qquad (1)}Prova: Raonant com a la demostració anterior,
{\displaystyle \mathbb {P} (B\cap A)=\mathbb {P} {\Big (}B\cap {\big (}\bigcup _{n}A_{n}{\big )}{\Big )}=\sum _{n}\mathbb {P} (B\cap A_{n})=\sum _{n}\mathbb {P} (B\,|\,A_{n})\,\mathbb {P} (A_{n}),}
Però com que {\displaystyle A_{n}=A_{n}\cap A,} {\displaystyle \mathbb {P} (A_{n})=\mathbb {P} (A_{n}\cap A)=\mathbb {P} (A_{n}\,|\,A)\,\mathbb {P} (A).}Llavors, {\displaystyle \mathbb {P} (B\cap A)=\sum _{n}\mathbb {P} (B\,|\,A_{n})\,\mathbb {P} (A_{n}\,|\,A)\,\mathbb {P} (A),}
d'on surt la fórmula (1).

Observació. Si totes les probabilitats {\displaystyle \mathbb {P} (B\,|\,A_{n})} són iguals, posem {\displaystyle \mathbb {P} (B\,|\,A_{n})=C}, llavors també {\textstyle \mathbb {P} (B\,|\,A)=C.} En efecte, aplicant la fórmula (1), {\displaystyle \mathbb {P} (B\,|\,A)=\sum _{n}\mathbb {P} (B\,|\,A_{n})\,\mathbb {P} (A_{n}\,|\,A)=C\sum _{n}\mathbb {P} (A_{n}\,|\,A)=C.}
La versió del teorema per probabilitats condicionades permet reduir el càlcul de {\displaystyle \mathbb {P} (B|A)\ } al de les probabilitats {\displaystyle \ \mathbb {P} (B\,|\,A_{n}),\ }que a vegades és més fàcil, ja que l'esdeveniment {\displaystyle A_{n}}, sent més petit que l'esdeveniment {\displaystyle A}, ofereix informació més precisa, i facilita la predicció (pronòstic = càlcul de probabilitat condicional). Això passa sovint quan s'estudien dues  cadenes de Markov, on una és la imatge de l'altra. La demostració de la propietat de Markov per als  processos de Galton-Watson n'és un exemple.